# Лущение

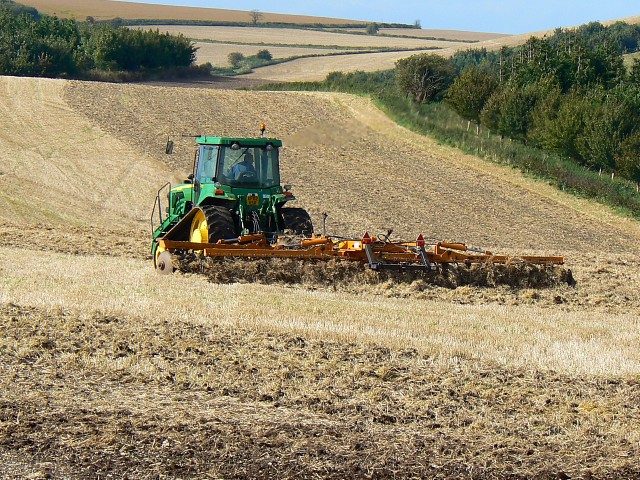
Лущение стерни

Лущение — обработка почвы специальными орудиями — лущильниками — на незначительную глубину. При лущении происходит поверхностное рыхление, частичное оборачивание почвы, подрезание сорняков и уничтожение вредителей.
Для лущения стерни на глубину 3-10 см применяются дисковые лущильники. Проводится сразу после (в течение суток) или во время уборки урожая.
Для лущения стерни с наличием осота, вьюнка (и других сорняков дающих корнеотпрыски) и для многократного лущения зяби (паров) по мере появления всходов сорняков применяются лемешные лущильники. Проводится на глубину 8-18 см с выворачиванием почвы.
Лущение производят перед зяблевой вспашкой поля осенью, после уборки урожая, чтобы стимулировать прорастание сорняков перед основной вспашкой, а также уничтожить насекомых-вредителей на различных стадиях их развития в почве. Возможно применение лущения взамен осенней вспашки на чистых от сорняков землях при пожнивных посевах (см. повторные посевы) или посевах озимых после пара.
Лущение от дискования и вспашки отличается обработкой на меньшую глубину. Лущение обычно проводят стерни и зяби. Также проводится лущение задернённой почвы перед вспашкой для подсушивания корней трав.